# Garb Średni
Garb Średni (822 m n.p.m.) – szczyt we wschodniej części Beskidu Niskiego, w tzw. Paśmie granicznym.
Leży w głównym grzbiecie wododziałowym Karpat, biegnącym w tym miejscu w osi północny zachód – południowy wschód, ok. 3,8 km na północny zachód od Przełęczy Radoszyckiej. Stoki mocno rozczłonkowane dolinkami licznych cieków wodnych, szczyt wyraźny. Cały masyw zalesiony; polany wspominane w dawniejszych przewodnikach obecnie całkowicie zarosły lasem.
Garb Średni jest ważnym węzłem szlaków turystycznych. Przez szczyt przebiegają:
- – niebieski szlak Czeremcha – Jasiel – Kanasiówka (823 m n.p.m.) – Garb Średni (822 m n.p.m.) – Przełęcz Radoszycka (668 m n.p.m.)
- – zielony szlak Komańcza – Dołżyca – Garb Średni – Kanasiówka (823 m n.p.m.) – Moszczaniec
- – czerwony szlak słowacki (biegnący ściśle granicą) Wielki Bukowiec - Przełęcz Radoszycka (668 m n.p.m.)

Na szczyt wyprowadza (i tu się kończy):
- – żółty szlak słowacki z Danovej (Medzilaborce)